# Escuelas Municipales de Farmington
Escuelas Municipales de Farmington (Farmington Municipal School District o Farmington Municipal Schools) es un distrito escolar del Condado de San Juan, Nuevo México. Tiene su sede en Farmington.
A partir de 2015, tenía 10.000 estudiantes y 1.200 empleados.